# علم المياهيات البيئي
علم المياه البيئي (من οἶκος اليونانية، أويكوس، "(House (hold"(هاوس هولد)؛ ὕδωρ، hydōr، "المياه"، و λογία، - علم) هو حقل متعدد التخصصات يدرس التفاعلات بين المياه والأنظمة البيئية. ويمكن لهذه التفاعلات أن تحدث داخل المسطحات المائية، مثل الأنهار والبحيرات، أو على الأرض، و في الغابات والصحارى، و الأنظمة البيئية الأرضية الأخرى. وتشمل مجالات البحث في الهيدرولوجيا النتح و استخدام المياه من النبات، تكيف الكائنات الحية مع بيئتها المائية، تأثير الحياة النباتية على تدفق مياه المجرى وعمله، والنتائج العائدة من العمليات البيئية والدورة الهيدرولوجية.